# João Luiz Filgueiras de Azevedo
João Luiz Filgueiras de Azevedo é um cientista brasileiro. É pesquisador em engenharia aeroespacial e aeronáutica. Azevedo é pesquisador titular do Instituto de Aeronáutica e Espaço (IAE) e professor colaborador do Instituto Tecnológico de Aeronáutica (ITA), ambos institutos subordinados à Força Aérea Brasileira.

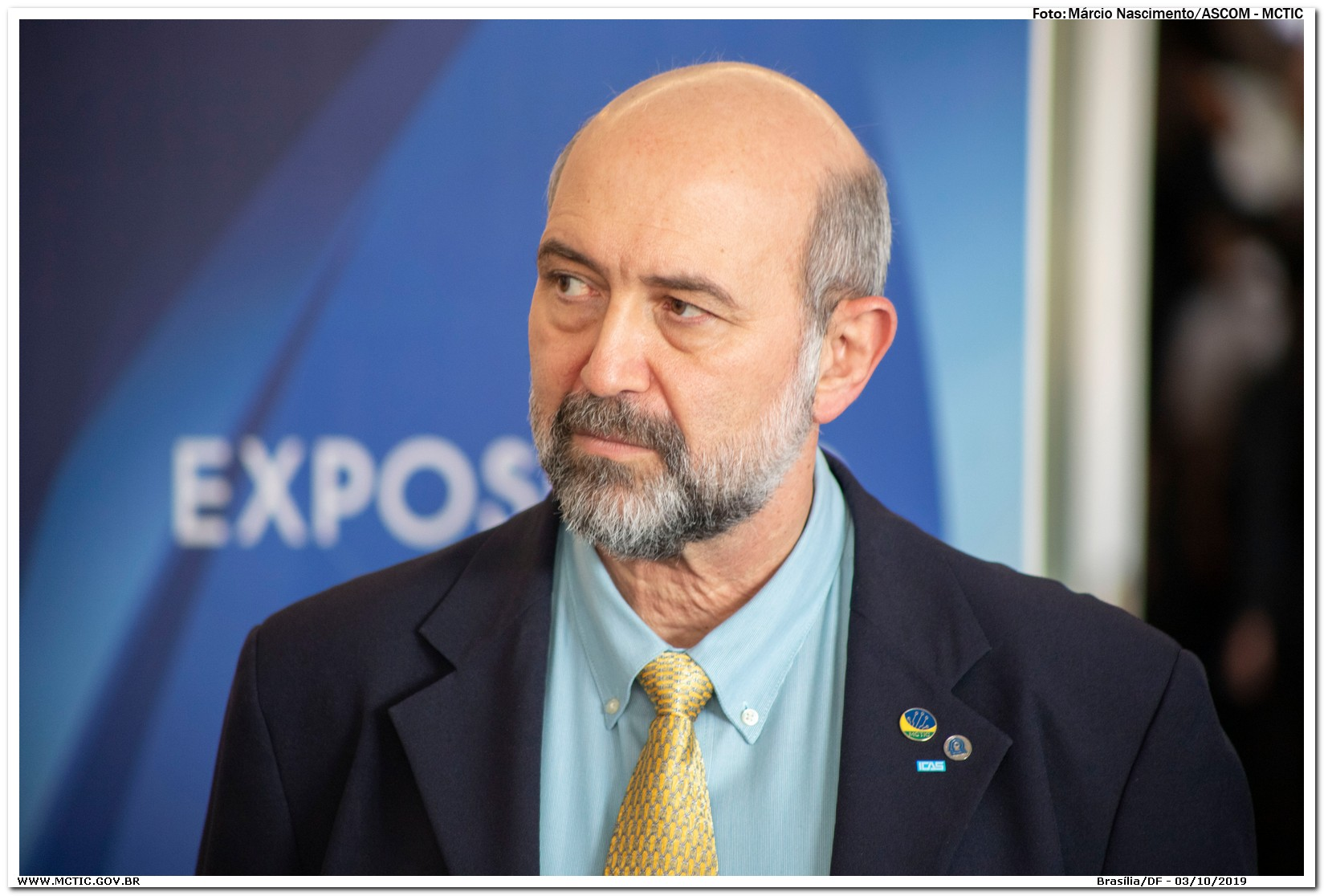

No início de 2019, Azevedo se tornou presidente do CNPq, sucedendo Mário Neto Borges. Azevedo ocupou o cargo até abril de 2020, quando foi exonerado e sucedido por Evaldo Ferreira Vilela.

## Carreira
Azevedo concluiu sua graduação Engenharia Aeronáutica no ITA em 1981. Em seguida, fez seu mestrado (1983) e doutorado (1988), ambos em Engenharia Aeronáutica e Astronáutica na Stanford University, nos EUA.
Fez parte da Agência Espacial Brasileira (AEB) atuando como Diretor de Transporte Espacial e Licenciamento (DTEL) entre 2004 e 2008. Azevedo é membro da Academia Nacional de Engenharia (ANE). É também membro do Comitê Executivo do International Council of the Aeronautical Sciences (ICAS), desde 2012. Em 2015, compôs a lista tríplice para reitor do ITA, mas não chegou a ocupar o cargo.
É fellow do American Institute of Aeronautics and Astronautics (AIAA). Foi diretor científico da Associação Brasileira de Engenharia e Ciências Mecânicas (ABCM) entre 2015 e 2017.
Azevedo foi presidente do CNPq entre janeiro de 2019 e abril de 2020. Em agosto de 2019, anunciou que 80 mil pesquisadores ficariam sem pagamento de suas bolsas de pesquisa a partir de setembro, devido ao déficit no orçamento. O Ministério da Ciência, Tecnologia, Inovações e Comunicações (MCTIC), ao qual o CNPq está ligado, afirmou que estava negociando com a Casa Civil a liberação do dinheiro necessário. Em outubro, o governo federal propôs a fusão do CNPq com a Capes, e Azevedo se pronunciou publicamente contra a ideia. Em abril de 2020, foi demitido pelo então presidente Jair Bolsonaro, após combater o governo devido aos cortes de verbas e esvaziamento do órgão.

## Prêmios
Recebeu, em 2005, a Medalha da Ordem do Mérito Aeronáutico (OMA), no grau de Comendador.